# Ратсада
Ратсада, Ратсадатхірат (тай. รัษฎาธิราช) – дванадцятий король Аютаї. Син  короляБороморача IV, що унаслідував трон у віці п’яти років у 895 році за календарем ери Чула Сакарат (1533 чи 1534 рік). Через п’ять місяців був убитий родичами. Його наступником став Чайрача.

## Ім'я
Традиційно отримав ім'я з священної мови палі. Раттхатхірат (รัฏฐาธิราช; дослівно означає "володар королівства") чи Раттхатхіратчакман (รัฏฐาธิราชกุมาร; "син володаря королівства"). Проте відомий під варіантом цього ім'я Ратсада. 

## Біографія
Сучасні дослідники припускають, що матір'ю Ратсада могла бути донька впливового аристократа. що таким чином хотів наблизитися до трону.  Чайрача не був прямим нащадком короля Бороморача IV, ймовірно був його племінником. Припускають, що на час смерті короля він був у статусі віце-короля та намісником провінції Пхітсанулок, цим пояснюється, що пройшло 5 місяців поки він дістався до столиці. За іншою версією Чайрача 5 місяців вів таємні переговори з іншими аристократами, оскільки прийшовший до влади клан мав достатній вплив у столиці, щоб запобігти перевороту.
Ратсада був убити через п'ять місяців згідно церемонії страти тайських королів. Його засунули у червоний мішок і перебили шию сандаловою палицею. Він став першим королем династії Супханнапхум, якого стратили. 